# Bình Trị, Bình Sơn
Bình Trị là một xã thuộc huyện Bình Sơn, tỉnh Quảng Ngãi, Việt Nam.
Xã Bình Trị có diện tích 18,57 km², dân số năm 1999 là 4845 người, mật độ dân số đạt 261 người/km².